# Sumpa
Les Sumpa (tibétain : སུམ་པ, Wylie : sum pa) étaient une tribu vivant dans le nord-est du Tibet, depuis l'Antiquité. Les sources historiques chinoises se réfèrent à eux sous le nom de « Qiang », un terme désignant plusieurs peuples, dont un, tibeto-birman, établi à la frontière entre la région tibétaine et la région Han de la Chine, dans le xian de Wenchuan et environs, dans la province du Sichuan, avec qui ils partagent en commun, Yu le Grand, comme empereur primaire mythologique. Leur identité ethnique réelle n'est pas connue. Leur territoire a été absorbé par l'empire du Tibet à la fin du VIIe siècle, les privant peu à peu de leur identité indépendante. Les Sumpa sont identifiés par les Chinois sous les noms de Supi (蘇毗) ou Sunpo (孫波).

## Origines et territoire
Dans l′Ancien livre des Tang, chap. 221b, il est écrit que les gens du pays de Supi (Sumpa) ont été à l'origine du départ des Qiang vers l'Ouest. Les Qiang ont habité la région sur une très longue période de temps - ils ont été les principaux ennemis étrangers de la dynastie Shang (- 1600 - 1046). Il a été suggéré par Christopher I. Beckwith que leur nom puisse être dérivé d'une racine indo-européenne signifiant « conducteur de char ».
Après avoir été annexés par les Tibétains, ils ont pris le nom de Sunpo (= Sumpa). Ils sont la plus grande des tribus de la région, comptant quelque 30 000 familles. Leur territoire s'étend de la frontière avec les Domi à l'est jusqu'au Houmangxia (gorges Houmang) à l'ouest.
L'emplacement du royaume Supi/Sumpa aux VIIe–VIIIe siècles dans le nord-est du Tibet, s'étend de la rive sud de la rivière Yak (en chinois : rivière Tongtian, connue des Tibétains sous le nom de Chu-dmar, le plus grand cours supérieur du Bri-chu ou Yangzi Jiang) dans l'est sur environ 1 400 li (environ 452 km) jusqu'au sud-ouest de l'Houmangxia (= Ta-tsang-la) soit plus loin que Hotan,.
Les Sumpa étaient considérées comme faisant partie du royaume du Tibet dès le VIe siècle, à l'époque du père de Songtsen Gampo, Namri Songtsen. Ils sont présumés avoir parlé un dialecte tibétain.

## Histoire
Les Sumpa/Supi sont associés aux documents de la Supiya en alphabet kharoshthi, datés d'environ 300, dans le bassin du Tarim. Ils sont décrits comme figurant parmi les envahisseurs du royaume de Khotan (les « faces-rouges » (Tibétains), les Huns, les Chinois, Supiya). Pour les Khotanais, qui ont été colonisés pendant environ un millier d'années, ils sont apparus comme sauvages et grossiers. Ils sont également cités comme ayant été à Minfeng et dans le Cherchen,,.
Le Supi ont également été étroitement associés au mystérieux « Royaumes des Femmes » mentionné au cours de la dynastie Sui (581-617),. Une reine de Suvarņagotra dans l'ouest de Niu-kuo (女国 / 女國, nǚguó, « pays des femmes »] a été nommée en Chinois Su-p i, ce qui peut indiquer une femme des Supīya.
Les Annales tibétaines rapportent que les Tibétains ont conquis le territoire de Śo-čhigs aux Sumpa en 692 et qu'en 702, l'empereur Tridu Songtsen et son Conseil procédèrent à une inspection du territoire Sumpar. Selon les documents du conseiller de Dunhuang, Mangporje, amena « l'ensemble du pays des Sumpa en tribut » sous Songtsän Gampo, probablement vers 627.
Bien que l'annexion originelle des Sumpa par les Chinois semble avoir été essentiellement pacifique, les Sumpa ont été progressivement assimilés à l'ensemble de la population tibétaine, parfois avec des tensions entre les deux groupes. Les Annales et Chronique tibétaines disent que Myang Mangporje conseilla Songtsen Gampo de ne pas attaquer les Sumpa, qui figuraient parmi les sujets féodaux de son père Namri Songtsen. « Au contraire, il leur a offert la protection de leurs troupeaux, c'est pourquoi, dans le texte de la Chronique, tout leur territoire a naturellement été capturé en tant que sujet ».
Avec le 'Asha (Tuyuhun), ils ont été rapidement absorbés par la Dynastie Yarlung au cours des VIIe et VIIIe siècles de notre ère. Après leur présentation aux Tibétains de la vallée de Yarlung, ils étaient restés dans Minyak ou dans la région de l'Amdo moderne, gardant la frontière orientale contre les Chinois.
Selon le Tangshu 221b; au cours de l'ère Tianbao (742-755), le roi des Sumpa, Molingzan, a voulu se soumettre à l'Empire chinois avec tout son peuple, mais il a été tué par les Tibétains. Son fils Xinuo, accompagné par quelques dignitaires, a cherché refuge dans les Longyou dans le Gansu. Le Gouverneur lui envoya une escorte depuis la capitale où l'empereur Xuanzong (qui régna de 712 à 756), l'a traité avec de grands honneurs. Le Nouveau Livre des Tang 216a date la soumission du fils de roi des Supi en 755. Il lui donne le nom de Xinuoluo et dit qu'il lui a été accordé le titre de Prince Huaiyi (celui qui aime la justice), ainsi que le nom de famille Li. Il ajoute que « Les Supi sont une puissante tribu ».
Des documents sur lamelles de bois retrouvés dans le Hotan montrent que « les armées tibétaines incluant des sujets précédemment dominés, Sumpa et Zhangzhung », étaient stationnées le long du Sud de la Route de la Soie à partir du milieu du VIIIe jusqu'au milieu du IXe siècle de notre ère. L'une des principales divisions administratives était celle de la « corne » du Tibet (il y en a six au total), nommée « Sumpa-ru ». Elle était située dans le nord-est du Tibet (Amdo), près de Miran. Des soldats ont été envoyés là-bas dans les camps militaires de Mazar-tag et Miran, dans le sud du bassin de Tarim.